# رينيه مولر (كاتب)
رينيه مولر (بالألمانية: René Fülöp Miller)‏ (و. 1891 – 1963 م) هو مؤرخ، وأستاذ جامعي، وكاتب من الولايات المتحدة، والنمسا، ولد في كارانسيبيش، توفي في هانوفر، نيوهامبشر، عن عمر يناهز 72 عاماً.

## وصلات خارجية
- رينيه مولر على موقع IMDb (الإنجليزية)
- رينيه مولر على موقع مونزينجر (الألمانية)
- رينيه مولر على موقع قاعدة بيانات الفيلم (الإنجليزية)
- رينيه مولر في قاعدة بيانات الأفلام على الإنترنت